# 1735
Năm 1735 (số La Mã: MDCCXXXV) là một năm thường bắt đầu vào thứ bảy  trong lịch Gregory (hoặc một năm thường bắt đầu vào thứ Tư trong lịch Julius  chậm hơn 11 ngày).

## Sự kiện
- Hoàng đế Ung Chính của nhà Thanh băng hà. Thanh Cao Tông (Càn Long) lên kế vị.

## Sinh
- 30 tháng 10 – John Adams, tổng thống thứ 2 của Mỹ (m. 1826)

## Mất
- Ung Chính, hoàng đế nhà Thanh.
- Lê Thuần Tông Nhà Lê